# Vignoux-sur-Barangeon
Vignoux-sur-Barangeon település Franciaországban, Cher megyében. Lakosainak száma 2061 fő (2022. január 1.). Vignoux-sur-Barangeon Allouis, Foëcy, Saint-Laurent és Vierzon községekkel határos.

## Népesség
A település népessége az elmúlt években az alábbi módon változott:
| Lakosok száma | 1042 | 1503 | 1844 | 2020 | 2143 | 2141 | 2119 | 2126 | 2138 | 2061 |
|               | 1968 | 1982 | 1990 | 2006 | 2013 | 2015 | 2017 | 2019 | 2020 | 2022 |